# Некшешти (Телеорман)
Некшешти (рум. Necşeşti) насеље је у Румунији у округу Телеорман у општини Некшешти. Oпштина се налази на надморској висини од 101 m.

## Становништво
Према подацима из 2002. године у насељу је живело 1623 становника, од којих су сви румунске националности.

### Хронологија
| Година       | 1992 | 1993 | 1994 | 1995 | 1996 | 1997 | 1998 | 1999 | 2000 | 2001 | 2002 | 2003 | 2004 | 2005 | 2006 | 2007 | 2008 | 2009 | 2010 | 2011 | 2012 | 2013 | 2014 | 2015 | 2016 | 2017 |
| ------------ | ---- | ---- | ---- | ---- | ---- | ---- | ---- | ---- | ---- | ---- | ---- | ---- | ---- | ---- | ---- | ---- | ---- | ---- | ---- | ---- | ---- | ---- | ---- | ---- | ---- | ---- |
| Становништво | 2090 | 2041 | 1990 | 1934 | 1869 | 1803 | 1745 | 1686 | 1687 | 1637 | 1603 | 1566 | 1517 | 1493 | 1449 | 1401 | 1354 | 1323 | 1292 | 1251 | 1205 | 1154 | 1141 | 1122 | 1110 | 1106 |